# 18 thôn vườn trầu
18 thôn vườn trầu, hoặc gọi ngắn là 18 thôn hay Vườn Trầu, tên chữ là Thập bát phù viên hay Thập bát phù lưu viên, là một tên gọi dùng để chỉ địa danh của một vùng đất, mà nay bao gồm địa giới của huyện Hóc Môn, Quận 12 và một phần huyện Củ Chi, Thành phố Hồ Chí Minh.

## Lịch sử hình thành
Theo các nhà nghiên cứu, Mười tám thôn vườn trầu hình thành do quá trình di dân đầu thế kỷ 17. Trong quá trình sinh cơ lập nghiệp, từ năm 1698 đến 1731, nông dân nơi đây đã lập ra 6 thôn đầu tiên, từ đó đến năm 1802, phát triển thêm 12 thôn.
Trịnh Hoài Đức đã chép trong Gia Định thành thông chí như sau:
Ở về phía tây cách trấn 52 dặm rưỡi. Địa thế xung yếu, nằm ngay trên đường bộ thông suốt vào Cao Miên, đặt đạo Quang Oai ở đấy để canh giữ. Khi trước có 18 thôn phụ giữ nơi ấy, dân cư ở đây rất đông đúc, tạo thành một chợ lớn ở miền núi. Dân nơi đây đều có sản nghiệp, phần nhiều là vườn trầu, họ thường gánh trầu đi bộ từng nhóm 3, 4 mươi người xuống bán ở hai chợ Sài Gòn và Bến Nghé. Nơi đây còn nhiều rừng rậm, cọp dữ thường hay bắt người ăn thịt nên có câu: Hung dữ như cọp Vườn Trầu.
Vào năm 1782, quân Tây Sơn đã có trận giao tranh ác liệt với quân chúa Nguyễn tại vùng Vườn Trầu. Tiền quân Tây Sơn bị phục kích, Hộ giá Phạm Ngạn - một sủng thần của Thái Đức Hoàng đế Nguyễn Nhạc bị tướng Trần Công Chương của cánh quân Hòa Nghĩa - đa phần là người Hoa, giết chết. Vua Thái Đức tức giận, bèn ra lệnh thảm sát người Hoa tại Gia Định.
Tuy lần lượt thuộc quyền quản hạt của tổng Bình Dương, huyện Tân Bình, trấn Phiên An (1698-1808); rồi tổng Dương Hòa, huyện Bình Dương, phủ Tân Bình, trấn Phiên An (1808-1832) rồi tỉnh Phiên An (1832-1836); rồi tổng Dương Hòa thượng, huyện Bình Dương, phủ Tân Bình, tỉnh Gia Định (từ 1836), thậm chí từng là nơi đặt trị sở của Nha môn huyện Bình Dương một thời gian; nhưng trên thực tế, Mười tám thôn vườn trầu đều tự quản và nằm ngoài vùng kiểm soát của chính quyền nhà Nguyễn.
Do đặc điểm thổ nhưỡng tốt, phù hợp với cây trầu, cộng với kinh nghiệm của các di dân, Mười tám thôn vườn trầu trở thành nơi chuyên canh và cung cấp trầu cho khắp Nam Kỳ lục tỉnh. Thuở ban đầu, Mười tám thôn vườn trầu còn hoang sơn, cỏ cây rậm rạp và nhiều thú dữ, đặc biệt là hổ. Tương truyền thời đấy, hổ (người dân kiêng kỵ, nên gọi là "ông ba mươi") vẫn thường đi trên đường làng giữa ban ngày, còn ban đêm thì thả sức tung hoành quấy phá, vì vậy mới có câu "dữ như cọp Mười tám thôn vườn trầu". Mỗi lúc đi bán trầu, các nhà vườn thường phải nhập toán lên đến ba, bốn mươi người gồng gánh đem trầu về bán tận Sài Gòn, Bến Nghé. Tuy vậy, đến đầu thế kỷ 19, Mười tám thôn vườn trầu đã trở thành một vùng dân cư trù mật với những phiên chợ trầu sầm uất. Các vườn trầu nối liên tiếp xanh bất tận. Nghề nuôi ngựa, nuôi gà chọi ở đây khá nổi tiếng.

## Căn cứ chống Pháp và khởi nghĩa Mười tám thôn vườn trầu 1885
Đến năm 1841, Mười tám thôn vườn trầu thuộc về quyền quản hạt của huyện Bình Long, phủ Tân Bình, tỉnh Gia Định. Tuy vậy, địa thế Mười tám thôn vườn trầu thời này vẫn khá hiểm hóc: phía sau là bưng Tầm Lạc mênh mông, cỏ lấp đầu người, nước ngập ngang lưng và rừng liên tiếp lên tận Cao Miên, Lào. Đây là vùng cư ngụ lý tưởng của những người dân lưu tán từ các tỉnh miền Trung, miền Bắc vào, sống ngoài vùng kiểm soát của chính quyền. Đa phần, họ đều giỏi võ nghệ, sống gắn bó, đoàn kết với nhau chống áp bức cũng như thú dữ...
Sau khi Pháp chiếm thành Gia Định, rồi mở rộng chiếm 3 tỉnh miền đông Nam Kỳ. Năm 1862, Pháp đã chia lại địa giới hành chính. Huyện Bình Long thuộc phủ Tây Ninh, tỉnh Gia Định. Cùng trong thời gian đó, nghĩa quân Trương Định - Trương Quyền (1859–1867) từng đặt 1 căn cứ liên lạc chống Pháp tại vùng có tên là Bà Điểm (nay là xã Bà Điểm). Nguyễn Ảnh Thủ cũng lấy đây là căn cứ phát động khởi nghĩa chống Pháp vào năm 1871.
Ngay khi chiếm được 3 tỉnh miền đông Nam Kỳ, Đại úy Lucien de Grammont  được cử làm Giám đốc bản xứ sự vụ huyện Bình Long (tiếng Pháp: directeur des Affaires indigènes, bình dân gọi nôm na là Chủ quận) và Trần Tử Ca được cử làm phụ tá. Do de Grammont thường không có mặt tại nhiệm sở, nên về mặt thực tế Trần Tử Ca nắm quyền cai trị trực tiếp vùng này và đóng tại dinh quận ở Tân Sơn Nhì. Do lập công đắc lực, Pháp nhanh chóng thăng hàm cho Trần Tử Ca thành Tri huyện (1871) rồi Đốc phủ sứ (1879). Lợi dụng chức quyền nên Đốc phủ Ca lạm quyền tàn ác, vơ vét người dân nơi đây thậm tệ. Vợ và hai con cũng bức áp dân đen tàn khốc.
Năm 1879, Phan Văn Hớn, một nông dân giỏi võ, mưu trí, tính cách hào phóng, ngay thẳng, được dân trong vùng cử làm Hương quản, trông coi việc an ninh trong làng, nên dân trong vùng còn gọi ông là Quản Hớn. Do ông thường đứng ra bênh vực cho dân chống lại cường hào ác bá, Đốc phủ Ca vu cho ông tội loạn nên bắt ông giao Pháp đày ra Côn Đảo chịu án 5 năm tù. Sau khi ra tù, ông cùng Nguyễn Văn Quá (hay Hóa), người Đức Hòa, âm thầm chuẩn bị gươm, dao, mác và bí mật chiêu tập một số nghĩa quân chờ cơ hội khởi nghĩa chống lại áp bức. Dân chúng quá bất mãn vì bị bóc lột tàn nhẫn nên theo Quản Hớn rất nhiều.
Vào đêm 30 rạng mùng một tết năm Ất Dậu (tức ngày 8 rạng ngày 9 tháng 2 năm 1885), Phan Văn Hớn, Nguyễn Văn Quá cùng hơn ngàn nghĩa quân chia làm ba mũi, tấn công vào dinh huyện Bình Long, giết chết Đốc phủ Trần Tử Ca, bêu đầu trên cột đèn trước chợ Hóc Môn.
Sau cuộc khởi nghĩa 1885, Pháp đổi tên huyện Bình Long thành quận Hóc Môn, chia thành 4 tổng: Long Tuy Thượng, Long Tuy Hạ, Long Tuy Trung và Bình Thạnh Trung.

## Kháng chiến giành độc lập
Năm 1930, khi Đảng Cộng sản Đông Dương (ĐCS) ra đời thì Mười tám Thôn vườn trầu được chọn làm hậu cứ, nơi nuôi dưỡng các cán bộ lãnh đạo, cất giấu tài liệu bí mật của ĐCS. Trong khoảng thời gian năm 1930 đến 1940, dân chúng Mười tám Thôn vườn trầu đã bảo vệ, che giấu, nuôi nấng nhiều người cộng sản: Nguyễn Văn Cừ, Phan Đăng Lưu, Hà Huy Tập, Võ Văn Tần, Nguyễn Thị Minh Khai, Hoàng Quốc Việt, Lê Duẩn... Trung ương ĐCS đã tổ chức ở đây ba cuộc họp quan trọng. Tháng 3 năm 1937 Trung ương ĐCS họp hội nghị mở rộng kiểm điểm tình hình, bàn chủ trương biện pháp cụ thể, nhất là công tác mặt trận và công tác đấu tranh hợp pháp để đẩy mạnh phong trào cách mạng tại ấp Tiền Lân. Cũng tại ấp này, tháng 3 năm 1938, Trung ương ĐCS họp hội nghị toàn thể kiểm điểm ưu khuyết điểm về các mặt công tác: xây dựng Đảng, tổ chức quần chúng, xây dựng mặt trận và đề ra những chủ trương cụ thể nhằm phát huy thắng lợi đã giành được, đưa phong trào đấu tranh dân chủ lên một bước nữa. Từ ngày 6 đến ngày 8 tháng 11 năm 1939, hội nghị Trung ương ĐCS lần thứ 6 khai mạc tại ấp Tây Bắc Lân - Mười tám Thôn vườn trầu với sự tham gia của Nguyễn Văn Cừ (Tổng bí thư), Lê Duẩn, Phan Đăng Lưu, Võ Văn Tần... Hội nghị đã bàn toàn diện các chủ trương của ĐCS trong tình hình mới. Đêm 23 tháng 11 năm 1940, khởi nghĩa Nam Kỳ bùng nổ tại cả một vùng rộng lớn nông thôn Nam Bộ. Dân chúng Mười tám Thôn vườn trầu tự vũ trang bằng gậy gộc, giáo mác đánh vào các cơ quan hành chính của thực dân Pháp. Do điều kiện chưa chín muồi, cuộc khởi nghĩa này đã thất bại. Thực dân Pháp dựng trường bắn ngay tại thị trấn Hóc Môn - chỗ ngã ba Giồng. Tại đây, nhiều cán bộ của ĐCS: Nguyễn Văn Cừ, Võ Văn Tần, Phan Đăng Lưu, Nguyễn Thị Minh Khai... đã bị xử tử.
Ngày nay Hóc Môn vẫn còn những di tích lịch sử ghi dấu những giai đoạn lịch sử khi người dân Hóc Môn cùng người dân Nam Bộ đấu tranh với Pháp, Mỹ để giành độc lập, như: "Bia căm thù" ở Cầu Xáng.

## Tên gọi và vị trí của 18 thôn vườn trầu
Khởi thủy, từ năm 1698 đến 1731, nông dân nơi đây đã lập ra 6 thôn đầu tiên là:
1. Tân Thới Nhứt
2. Tân Thới Nhì
3. Tân Thới Trung
4. Tân Phú
5. Thuận Kiều
6. Xuân Thới Tây

Trong quá trình phát triển, dân cư ở đây đã lập mới hoặc chia tách để lập thêm một số thôn nữa. Trịnh Hoài Đức đã 2 lần nhắc đến địa danh Vườn Trầu trong Gia Định Thành Thông chí và có ghi vùng này có 18 thôn phụ giữ nhưng lại không ghi lại cụ thể tên 18 thôn. Sách "Đại Nam nhất thống chí", phần "Lục tỉnh Nam Việt" cũng có nhắc đến địa danh Vườn Trầu với 18 thôn nhưng cũng không kể tên. Theo Hứa Hoành, bản án của Tòa án Gia Định xử vụ Quản Hớn khởi nghĩa, giết vợ chồng Đốc phủ Ca, có kể tên 18 thôn liên hệ phải bồi thường số tài sản thiệt hại do cuộc khởi nghĩa này gây ra. Tuy nhiên ông chỉ liệt kê 17 thôn là:
1. Bình Hưng
2. Vĩnh Lộc
3. Tân Thới Thượng
4. Tân Đông Thượng
5. Trung Chánh (Quán Tre)
6. Tân Thông Tân
7. Tân Thông Tây
8. Tân Thới Tam
9. Tân Thới Nhì
10. Tân Thới Tứ
11. Tân Đông
12. Tân Thành
13. Tân Đông Trung
14. Xuân Hoá
15. Bình Hưng Đông
16. Bình Nhạn
17. Mỹ Hạnh

Trong quyển "Lịch sử truyền thống đấu tranh cách mạng của Đảng bộ và nhân dân huyện Hóc Môn" (xuất bản 1991) có ghi lại tên 18 thôn này, nhưng không rõ căn cứ xác định vị trí. Các tên này đều được ghi nhận liền kề nhau trong Gia Định Thành Thông chí, phần 74 thôn phường ấp của tổng Dương Hòa.
1. Mỹ Toàn
2. Tân Phú (Gia Định Thành Thông chí ghi là "Tân Phú, giáp[5] Tây")
3. Tân Thới Bình
4. Tân Thới Đông
5. Tân Thới Tây
6. Tân Thới Trung
7. Tân Thới Nhứt
8. Tân Thới Nhứt Tây (Gia Định Thành Thông chí ghi là "Tân Thới Nhứt, giáp Tây")
9. Tân Thới Nhì
10. Tân Thới Nhì Tây
11. Tân Thới Tam
12. Tân Thới Tứ
13. Thuận An (Gia Định Thành Thông chí ghi là "Thanh An")
14. Thuận Kiều
15. Trung Hòa
16. Tứ Chánh Giáo Đức[6]
17. Xuân Thới
18. Xuân Thới Tây

Tuy vậy, danh sách này lại thiếu một số thôn nằm trong cùng phạm vi như Trung Chánh và Trung Chánh Tây. Vì thế, có giả thuyết cho rằng 18 thôn chỉ mang tính ước lệ và rất có thể số lượng thôn nhiều hơn thế.